# Phong Nhật Bản

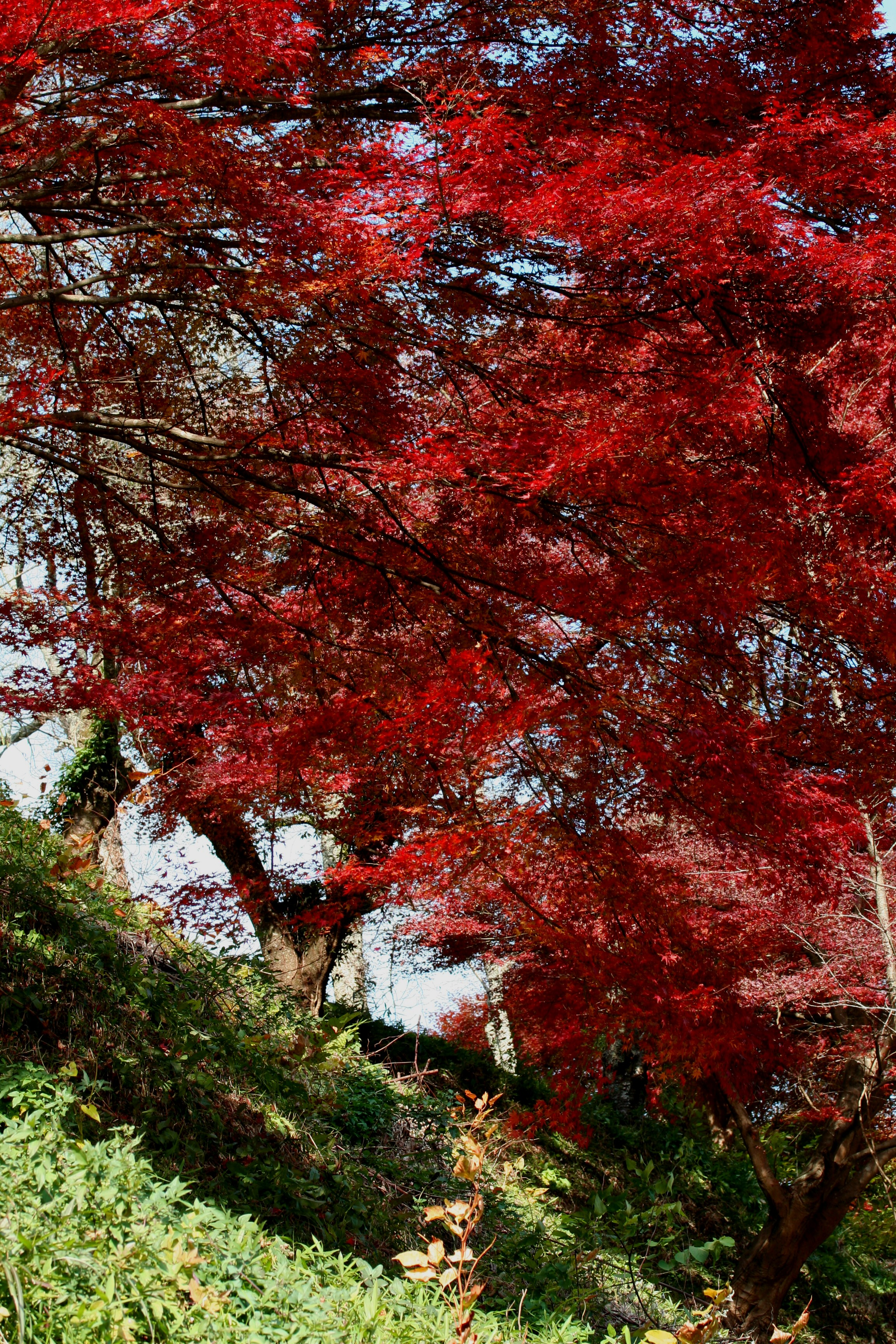
Phong Nhật Bản về mùa thu ở Nara, Nhật Bản

Phong Nhật Bản (danh pháp khoa học: Acer palmatum) イロハモミジ, hay momiji, 紅葉) là một loài thực vật thuộc chi Phong, họ Phong. Loài này có trên 1.000 giống và nhiều giống đã được trồng khắp thế giới do hình dạng và màu của lá. Đây là giống 'Sango kaku', còn gọi là "phong vỏ san hô". Đây là loài bản địa Nhật Bản, bán đảo Triều Tiên, Trung Hoa, đông Mông Cổ và đông nam Nga. 
Cây cao từ 6 đến 10 m, hiếm khi đạt 16 mét (52 ft), thường là cây tầng dưới trong rừng cây gỗ bóng râm.

## Giới thiệu
Phong lá đỏ hay Phong (tiếng Anh là maple, tiếng Nhật là momiji) là loài lá bản mỏng, có lá chuyển mầu trước khi rụng vào mùa thu. Ở các nước có mùa thu lạnh như Nhật, Hàn,... tầm cuối tháng 10 lá đã đổi mầu, đặc biệt là vùng núi cao có nhiệt độ thấp hơn. Phong lá đỏ được gọi chung như vậy nhưng thực tế mầu lá rất phong phú tùy chủng loại phong và thời tiết. Chỉ riêng Nhật Bản đã có hơn 1000 loài phong, hình dáng va mầu lá cũng khá khác nhau ít nhiều ví dụ: mầu đỏ tươi, đỏ sẫm, vàng, cam, tím, hồng... tùy vào chủng loài của cây phong. Không chỉ Nhật, Hàn, Trung có nhiều phong do khí hậu ôn đới, các nước như Âu Mỹ cũng có nhiều chủng loại riêng.

### Đặc trưng lá Phong
Khi nói tới Phong lá đỏ, nhiều người có sự hình dung cả cây hay một rừng cây rực màu đỏ nhưng ít người để ý rằng lá non cũng có màu đặc trưng, sự khác biệt của các chủng Phong dễ nhận ra nhất vào lúc này. Màu lá non thường giữ trong khoảng 2 - 4 tuần tùy điều kiện ánh sáng và nhiệt độ. Hơn nữa, không chỉ màu lá mà kích thước và hình thùy lá cũng có sự khác biệt tùy thời điểm trong năm. Những người yêu thích lá phong còn có thú vui ép lá làm lưu niệm. Màu lá non đẹp nhất nên là khoảng 2 tiếng tắm nắng/ngày, lá mùa thu đẹp nhất khi nhiệt độ đêm khoảng 7-10 độ. Mùa hè do nắng nóng, việc cháy lá là khá bình thường ngay cả tại các nước ôn đới.

### Tính đột biến cao của Phong lá đỏ
Phong lá đỏ cũng như một số loài khác (như cây Linh Sam của Việt Nam) có tính đột biến cao về chủng loại. Điều này giải thích khả năng lai và tạo ra nhiều chủng loại đến vậy. Từ loài phong thuần chủng theo thời gian đã có vô số loại phong. Và khi lấy hạt của chủng con đem gieo thì tỉ lệ nảy thành cây chung này không phải 100%, mà rất nhiều cây quay lại thành phong thuần chủng. Các chủng loại phong thường gặp
- Phong Núi (yama)
- Phong vỏ san hô (sangokaku)
- Phong thác đổ (shidare)
- Phong ba thùy (trident)
- Phong Quế (katsura)...

### Hoa và hạt Phong lá đỏ
Hoa phong thường thấy vào tháng 5 - tháng 7, có hình dáng khá đặc biệt trông như cánh bướm. Hạt cây phong được bảo vệ trong hạch và có khả năng bay xa khỏi cây nhờ cánh to và dài. Tuy nhiên việc trồng được một cây phong từ hạt không phải là dễ dàng vì phải qua nhiều xử lý (ví dụ để trong tủ lạnh 3 tháng...) trước khi đem trồng. Việc gieo hạt Phong là điều thách thức với ngay cả nhà vườn tại Nhật. Bên cạnh đó, những hạt (mới) rụng tự nhiên lại có tỉ lệ lên mầm cao ngay tại gốc cây sau khi trải qua mùa lạnh kéo dài (thường từ tháng 11 - tháng 3 năm sau).

### Cách trồng và chăm sóc Phong lá đỏ
Cây có khả năng thích nghi tốt trong phạm vi rộng về ánh sáng và loại đất. Tuy nhiên, có vài yếu tố cơ bản nhất nếu trồng phong trong điều kiện khí hậu nóng như Việt Nam là đất trồng phải thoáng (tưới xong trôi hết nước, ẩm đất nhưng không ướt quá), điều lượng nắng (mùa hè nên tránh nắng gắt đến khi cây thuần), và cây Phong rất thích gió nên cần để chỗ thoáng gió. Tại Việt Nam, 3 yếu tố dưới đây là trở ngại lớn:
1. Những cơn mưa dài ngày (đất úng nước trong thời gian dài), sau đó nóng ẩm làm nấm dễ phát triển
2. Khô hanh dài trong mùa đông ở miền Bắc nhưng lại chưa đủ lạnh để cây ngủ.
3. Nắng quá gắt dễ làm cháy lá, hệ rễ cũng khó phát triển mạnh vào những ngày quá nóng

### Phòng và trị bệnh
Cây phong trưởng thành thì hầu như bạn không phải lo về côn trùng hoặc bệnh. Theo kinh nghiệm làm vườn, thì việc lưu thông không khí, đủ nắng, và dùng đất thoát nước tốt sẽ giúp ngăn ngừa bệnh nấm. Thuốc trừ sâu gốc đồng hoặc các loại thuốc diệt nấm có thể giúp ích trong trường hợp bị bệnh nhưng thường cây đã thuần tại Việt Nam vài năm thì không cần dùng nữa. Thuốc phải được phun sớm vào buổi sáng để bảo ngăn ngừa độc tố, nên phun sau khi mưa. Khi cành/lá bị bệnh cần cắt cành và phiến lá đã hoặc đang chết và vứt xa ra chỗ khác. Cũng không nên phủ đất kín hết rễ cây phong vì nó sẽ là chỗ ẩn  trú cho côn trùng và các loài gặm nhấm làm hại cây. Cần chú ý tăng cường thêm nước so với bình thường vào hè, chú ý trước những thay đổi đột ngột về nhiệt độ. Tưới nước vào buổi sáng là tốt nhất vì cây cần một khoảng trễ để hút nước lên lá, tưới buổi tối thì lá ẩm dễ phát sinh nấm. Phần lớn các giống phong lá xanh hơn sẽ chịu nắng tốt hơn và có hệ rễ khỏe hơn nên hay đường dùng làm cây vườn hoặc bonsai.

### Chu kỳ chăm sóc trong năm (tính theo lịch Nhật Bản)

#### Mùa Đông (tháng 12 - tháng 2)
Vào thời kỳ lạnh giá, cần chú ý việc tưới nước. Nên giữ cho đất khô cả ngày (người dịch bổ sung: nếu bạn thấy bề mặt khô thì chỉ tưới lướt một chút nước là đủ, còn bề mặt ướt thì lớp đất bên dưới vẫn còn nhiều nước. Thời điểm này cây ngủ đông nên đăc biệt hạn chế cung cấp nước cho cây. Nhiều bạn quan tâm và tưới nhiều quá sẽ phản tác dụng). Việc tưới nước vào cuối ngày cũng có thể làm bầu đất trong chậu chặt lại và gây khó khăn cho việc lên rễ.

#### Mùa Xuân (tháng 3 - tháng 5)
Thời kỳ này độ lạnh đã giảm và cây đã dần phát triển, nên chú ý độ khô của đất vào thời điểm này. Việc thay chậu (trồng lại) tốt nhất là vào tháng 3. Nếu thay chậu từ trung tuần tháng 4 (lịch Nhật còn có cách tính là thượng tuần, trung tuần và hạ tuần; mỗi tuần đó tính 10 ngày) đến cuối hạ tuần tháng 5 sẽ được coi là muộn và nên tránh vì ảnh hưởng tới việc sinh trưởng. Đây cũng là thời điểm cây cần được bón phân.
Trường hợp trồng cây bonsai (trong chậu) và không muốn cây phát triển mạnh thì không bón phân cho tới tháng 5. Ngược lại, nếu muốn cây phát triển mạnh thì có thể bón từ cuối tháng 2 bằng phân hữu cơ (người dịch bổ sung: nhiệt độ tại Tokyo trung bình lạnh hơn Hà Nội 8 độ, nên cái lạnh sẽ đến sớm và kéo dài lâu hơn. Tại Hà Nội, tầm Tết (giữa tháng 2) cây đã dần sinh trưởng thay vì đầu tháng 3 như bên Nhật)

#### Mùa hè (tháng 6 - tháng 8)
Đây là mùa mưa và cũng là thời kỳ nắng chiếu gắt, vì vậy lúc này là thời điểm cần chăm sóc kỹ lưỡng. Vào mùa mưa, nắng sẽ giảm hơn nhưng có khả năng bị bệnh nấm mốc. Nếu trồng cây trên chậu thì cần chú ý thông gió, và phu thuốc diệt nấm nếu cần (các loại thuốc này khá phổ biến ở bất kỳ cửa hàng vật tư nông nghiệp hoặc phố bán cây cảnh). Cây trên chậu sẽ chăm khó khăn hơn cây trồng dưới đất. Từ thời kỳ này gốc đã hoạt động nhiều nên hãy ngừng bón phân.

#### Mùa Thu (tháng 9 - tháng 11)
Lúc này nắng đã dịu và là thời điểm đón chờ và chiêm ngưỡng lá đỏ. Vây nên cần hạn chế trồng lại cây (thay chậu) vào thời điểm này. Với thời tiết Việt Nam thì tùy vùng miền mà vẫn có thể can thiệp. Miền Bắc không nên can thiệp mạnh từ tháng 10 - tháng 12.

## Hình ảnh

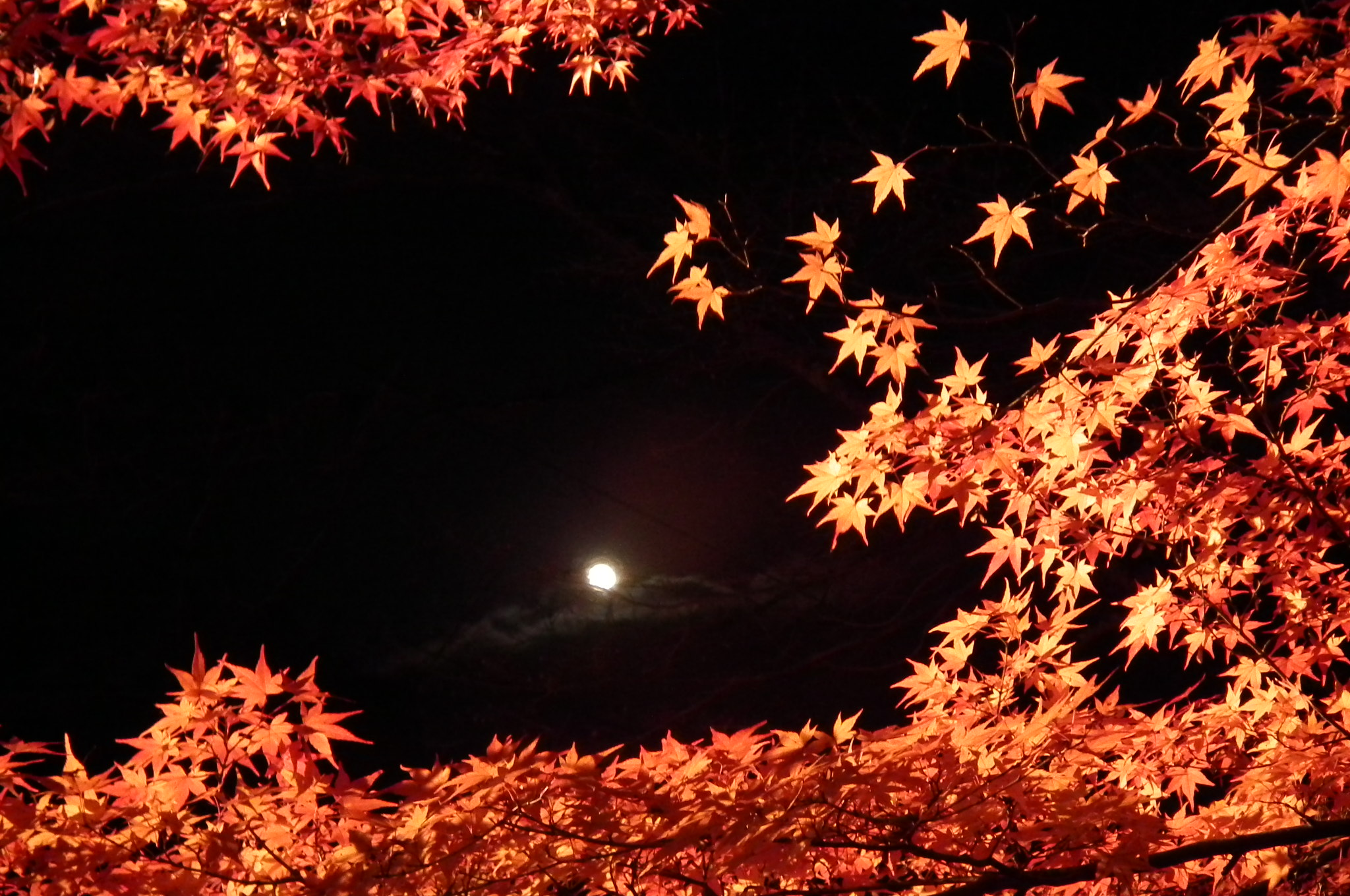
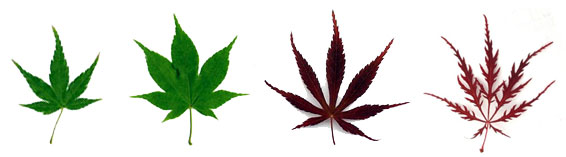
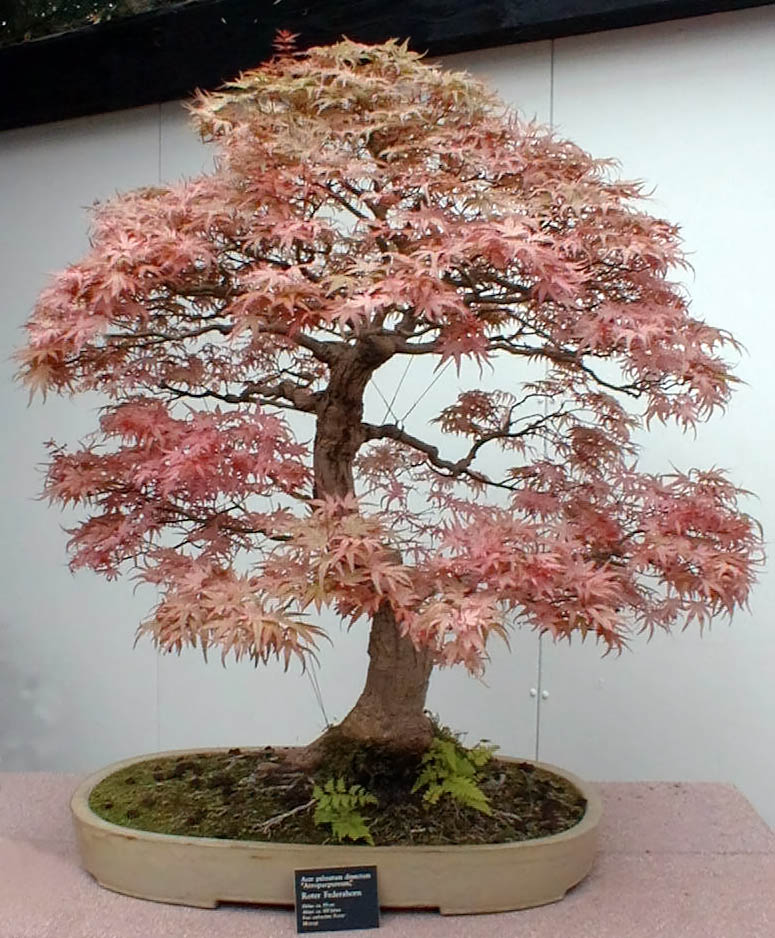
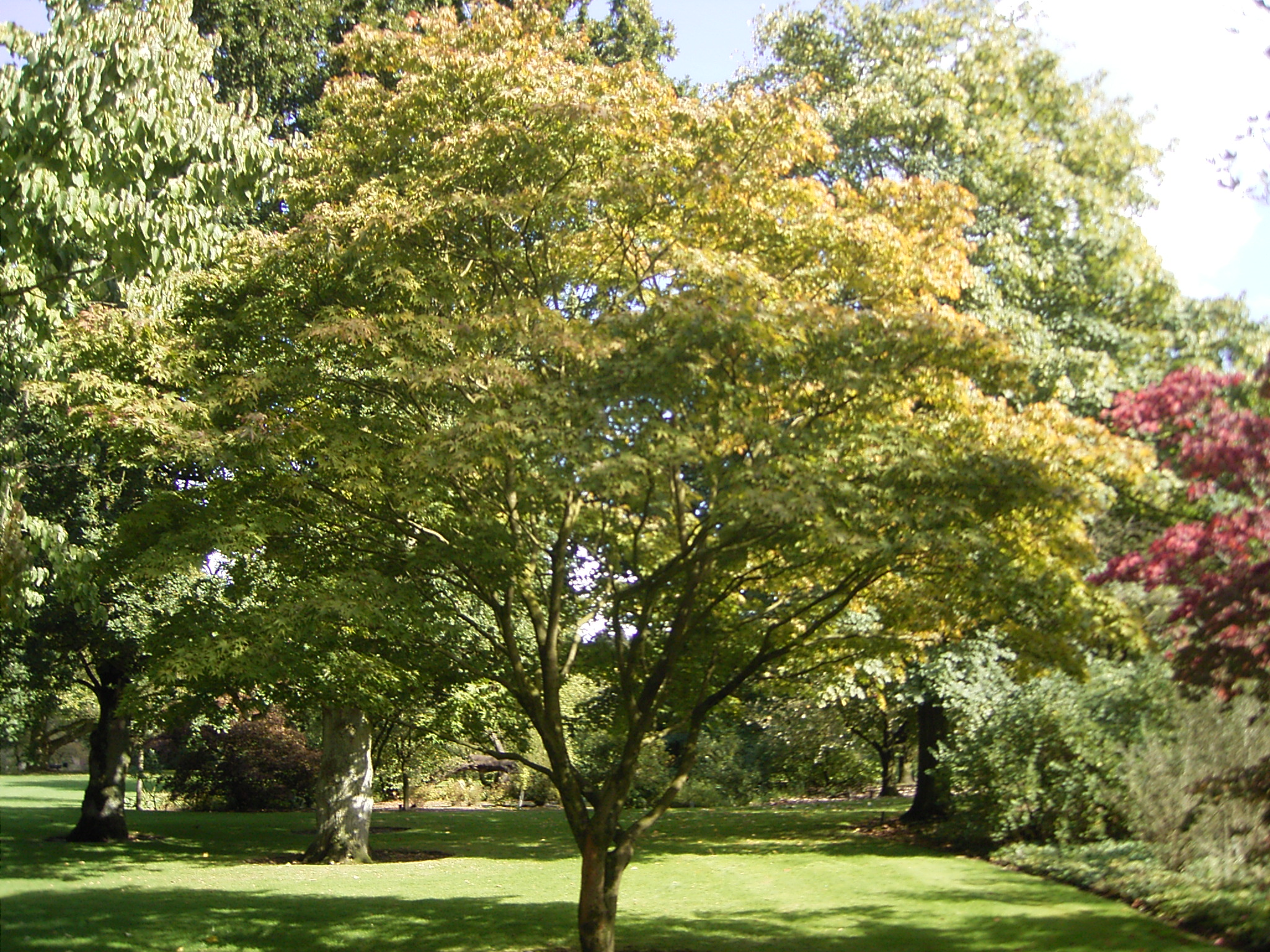